# Боэмунд I (князь Антиохии)
Боэму́нд Таре́нтский (1054—17 марта 1111) — первый князь Таранто с 1088 года, первый князь Антиохии с 1098 года, один из предводителей Первого крестового похода. По происхождению норманн, представитель рода Отвилей. Сын Роберта Гвискара, герцога Апулии и Калабрии, двоюродный брат Рожера II, первого короля Сицилийского королевства.
Боэмунд принимал активное участие в военных кампаниях против Византийской империи, организованных его отцом Робертом Гвискаром. Впоследствии, после смерти Роберта, он вступил в ожесточённое противостояние со своим единокровным братом Рожером и завоевал часть его владений, основав княжество Таранто и став его первым правителем. Однако сравнительно небольшой удел в Италии не мог удовлетворить честолюбия Боэмунда, в связи с чем он присоединился к Крестовому походу в надежде основать на Востоке собственное государство.
Благодаря участию в Первом Крестовом походе Боэмунд заслужил репутацию одного из лучших полководцев своего времени. Он захватил Антиохию, тогда находившуюся в руках мусульман, и с согласия других лидеров крестоносцев провозгласил себя её правителем, основав Антиохийское княжество — одно из первых государств крестоносцев на Востоке. Боэмунд вёл непрерывные войны с турками-сельджуками и византийцами, стремясь расширить свои новообретённые владения. В 1100 году он попал в плен к Гази ибн Данишменду, эмиру Каппадокии, и провёл три года в заточении. После освобождения антиохийский князь возобновил войны с соседними государствами, однако успех ему не сопутствовал. Организованный Боэмундом поход против Византии окончился провалом, и князь Тарентский был вынужден признать своё поражение. Сломленный, он вернулся в Италию, где и скончался.
Несмотря на то, что Боэмунд предпринимал все усилия для укрепления своей власти на Востоке, к концу его правления Антиохийское княжество находилось в состоянии, близком к гибели. Экономика государства была подорвана, военная мощь — сведена на нет после ряда крупных поражений. Современные историки оценивают деятельность Боэмунда I двояко — с одной стороны, они признают его талантливым стратегом и неплохим политиком, с другой же — возлагают на него ответственность за основные неудачи крестоносцев и критикуют за непомерные амбиции, жестокость и алчность.

## Биография

### Ранние годы и участие в войнах с Византийской империей
Родился в городе Сан-Марко-Арджентано в 1054 году, став первенцем Роберта Гвискара и Альберады Буональберго. При крещении был назван Марком, однако в детстве получил от отца прозвище «Боэмунд» (по имени легендарного великана), которое впоследствии стало его основным именем.
Информация о детстве и юношеских годах будущего князя крайне скудна — возможно, потому, что в 1058 году брак его родителей был объявлен незаконным, и его мать Альберада вместе с четырёхлетним сыном удалилась от двора. В результате первенец Гвискара оказался лишён наследства и, по сути, стал считаться бастардом. Согласно «Малой норманнской хронике», в 1079 году Боэмунду было доверено командование одним из военных отрядов Роберта Гвискара. В том году он участвовал в подавлении феодального мятежа против власти своего отца и проявил немалое мужество, хоть и не добился значительных военных успехов (он потерпел поражение от одного из восставших графов). Как указывает биограф Боэмунда, историк Павел Безобразов, он начал играть самостоятельную историческую роль только в начале 1080-х годов.
Боэмунд принимал участие во вторжении норманнских войск в Византию в 1080—1085 годах. Ему было поручено вторгнуться в земли империи в районе Авлона. Во главе крупной норманнской армии Боэмунд разорил окрестности этого города, а затем и взял его штурмом. Почти не встретив сопротивления по пути на север, он осенью 1081 года присоединился к осаде Диррахия, которую в то время вёл Роберт Гвискар.

Италия и Иллирия к моменту окончания военной кампании норманнов

Когда на помощь византийцам прибыл венецианский флот, Роберт отправил Боэмунда вести переговоры, надеясь, что его сыну удастся склонить венецианцев на свою сторону. Однако этот план не увенчался успехом: Анна Комнина утверждает, что в ответ на требование Боэмунда венецианцы стали «смеяться над его бородой». Это привело молодого норманна в ярость, и он приказал своим воинам атаковать город. В последовавшем морском сражении он хоть и «дрался с великим ожесточением», но потерпел поражение и был вынужден искать спасения на берегу. Венецианцы продолжили преследовать Боэмунда на суше, в результате чего схватка перенеслась в лагерь Гвискара. Гарнизон города в то же время напал на противника с тыла, и норманнское войско понесло тяжёлые потери; тем не менее, осада Диррахия продолжилась. 18 октября 1081 года состоялось сражение между армиями Роберта Гвискара и Алексея I Комнина, пытавшегося снять блокаду с города. В этой битве Боэмунд командовал левым флангом норманнского войска. При Диррахии Роберт и Боэмунд одержали победу над византийцами, и 8 февраля 1082 года город был взят при помощи предательства — подкупленный Гвискаром знатный венецианец открыл осаждавшим ворота.
Весной того же года Роберт Гвискар получил сообщение о том, что против его власти в Апулии поднят мятеж, а германский император со значительными силами вторгся в Ломбардию. Вынужденный вернуться в Италию, он доверил ведение войны с Византией Боэмунду, который получил в управление Диррахий, Авлон и другие ранее захваченные норманнами балканские города. Византийские подданные, населявшие эти земли, признали власть Боэмунда, более того, некоторые солдаты Алексея I перешли на его сторону. Лето и осень 1082 года прошли без крупных сражений с византийцами, и норманн принял решение перезимовать в Янине, приказав подобающим образом укрепить город. Узнав об этом, Алексей Комнин выступил в поход и достиг Янины летом 1083 года. Император попытался прибегнуть к военной хитрости, которая должна была свести на нет преимущества вражеской кавалерии, однако благодаря тактическому мастерству Боэмунда норманны разгромили византийцев, обратив их в бегство. Боэмунд нанёс Комнину ещё одно поражение в не очень кровопролитной, но многое решавшей битве при Арте, после чего без особого труда подчинил себе Македонию, взял множество городов и прошёл через Фессалию до самой Лариссы. Осенью 1083 года он подступил к стенам этой крепости и держал её в осаде шесть месяцев. В июне 1084 года на помощь осаждённым прибыл Алексей с крупным войском и семитысячным тюркским корпусом; при помощи ложного отступления император одержал над Боэмундом победу и вынудил его отступить в Касторию. С этого момента инициатива перешла на сторону византийцев, поскольку норманны оказались деморализованы неудачей, и в их войске поднялся ропот; к тому же Алексей I пытался переманивать норманнских воинов на свою сторону, предлагая им внушительную плату за дезертирство. Боэмунд поспешил удалиться в Авлон. Согласно «Алексиаде», он оставался в Греции недолго и уже в конце осени 1083 года из-за болезни передал командование отцу и отплыл в Италию (некоторые исследователи полагают, что это произошло позже, зимой 1083/84).

### Апулийские войны и правление в Италии
17 июля 1085 года умер Роберт Гвискар. Ордерик Виталий и некоторые другие хронисты обвиняли в его смерти Сишельгаиту, которая будто бы намеревалась подослать убийцу к Боэмунду, чтобы лишить своего сына Рожера Борсу опасного конкурента, и отравила раскрывшего её планы мужа. Историки сходятся во мнении, что это не более чем абсурдная легенда, однако не подлежит сомнению, что после кончины Гвискара отношения между разными ветвями семейства Отвилей сильно обострились.
Боэмунд унаследовал отцовские владения на Балканах, которые вскоре были отвоёваны византийцами, тогда как его младший брат Рожер получил титул герцога Апулийского и земли в Италии. Недовольный этим Боэмунд вначале обратился за помощью к германскому императору, предложив ему вместе напасть на Рожера, однако получил отказ. Тогда он привлёк на свою сторону Жордана, князя Капуи, и с сильной армией вторгся в Апулию. Рожер был вынужден обратиться за помощью к своему дяде Рожеру Сицилийскому, который согласился выступить на его стороне в обмен на часть калабрийских земель Борсы. Дождавшись, пока вассалы Рожера разъедутся по своим владениям, оставив его без военной поддержки, Боэмунд перешёл к активным действиям и молниеносно захватил Тарент, Отранто и Орию. Рожер не мог оказать брату серьёзного сопротивления, и война между наследниками Роберта Гвискара продолжалась до марта 1086 года, когда Рожеру Сицилийскому удалось уговорить их заключить перемирие. По условиям мирного договора Боэмунд получал все захваченные им города и крепости, кроме того, к нему отходили Бриндизи, Галлиполи и все земли между Бриндизи и Конверсано.
Однако уже спустя год конфликт между братьями возобновился. Боэмунд вновь напал на Апулию и разбил войска Рожера Борсы при Франьето-Монфорте. По словам Джона Норвича, «в течение последующих девяти лет трудно было найти область на юге Италии, которая не пострадала от их соперничества»; ожесточённое противостояние братьев привело к тому, что Апулия оказалась опустошена и обескровлена. Рожер Сицилийский и Папа Урбан II лишь с большим трудом смогли убедить Боэмунда прекратить военные действия. По условиям нового мирного договора, заключённого в 1088 году, к его владениям прибавилась Козенца. Так было основано княжество Таранто. Несмотря на перемирие и явное неодобрение со стороны Папы, в 1090 году Боэмунд вновь атаковал Апулию и захватил Бари, а также ряд городов в северной Калабрии. Конфликт между Апулией и Таранто угас только в 1096 году, когда Боэмунд отправился в Крестовый поход. Покинув Италию, он тем самым отказался от большей части завоёванных владений, ради которых проливал кровь в течение почти десяти лет.

### Участие в Первом Крестовом походе

#### В Византии

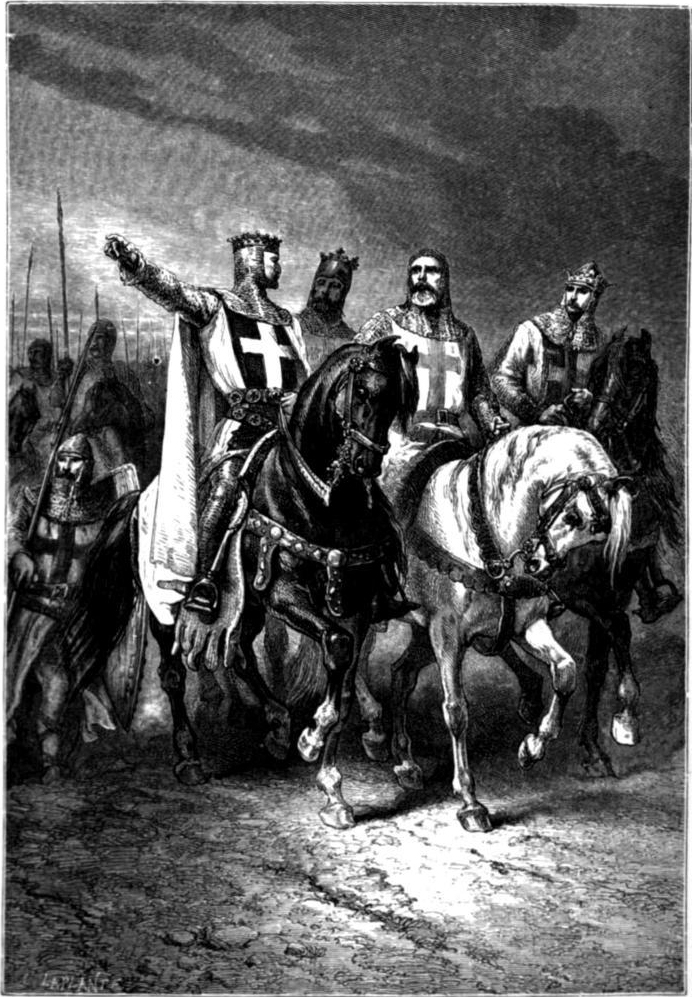
Альфонс де Невиль. Вожди Первого крестового похода. Готфрид, Раймунд, Боэмунд и Танкред (1865 год)

В 1096 году Боэмунд, узнав о восстании против норманнской власти в Амальфитанском герцогстве, собрал армию и осадил Амальфи. В это время, как сообщает Gesta Francorum, ему пришло сообщение о подготовке Первого крестового похода. Те владения, которые Боэмунду удалось обрести в Италии, казались ему недостаточно богатыми и обширными, а перспектива завоевания новых земель на Востоке представлялась заманчивой, поэтому князь Тарентский без лишних колебаний принял решение о присоединении к походу. Боэмунд «приказал разрезать на кресты свой драгоценный плащ и раздать их воинам». По оценкам Жозефа Мишо, численность норманнского крестоносного войска составила 10 тыс. всадников и 20 тыс. пехотинцев; вероятно, эти цифры завышены, поскольку Анна Комнина в «Алексиаде» неоднократно подчёркивает, что изначально у Боэмунда было намного меньше сил, нежели у других вождей похода. Более осторожный в оценках П. В. Безобразов посчитал, что с Боэмундом в поход выступили 7 тысяч человек. По мнению Жана Ришара, малая численность норманнского войска компенсировалась высокой дисциплинированностью солдат и имевшимся у них опытом сражений на Востоке. Как сообщает Ф. И. Успенский, к армии норманнов присоединилась также часть французских крестоносцев, не успевших отплыть в Византию и зимовавших в Италии.
Во время пути через Балканы Боэмунд призывал своих воинов не разорять окрестные земли, не желая рисковать папским благоволением. Несмотря на это, его армию несколько раз атаковали византийцы, ещё не забывшие былой вражды. Норманнский князь отразил нападения и захватил нескольких пленников, однако из политических соображений отпустил их, не причинив никакого вреда. В итоге Боэмунд заключил с византийскими послами договор, согласно которому при норманнском войске отныне постоянно находился представитель императора, следивший за тем, чтобы местные жители снабжали крестоносцев провизией, и не допускавший грабежей со стороны норманнов. Это вызвало гнев Танкреда — племянника Боэмунда и его ближайшего соратника — который имел намерение разорить Роцц. Дело едва не дошло до сражения между сторонниками Боэмунда и воинами Танкреда, однако в итоге крестоносцы договорились, что не станут нападать на город. Боэмунд получил от горожан богатые дары за своё заступничество и продолжил путь.
Приблизившись к Константинополю, Боэмунд велел армии остановиться и в сопровождении нескольких рыцарей отправился к императорскому двору. Несмотря на прошлые войны с Византией, Боэмунд охотно принёс Алексею Комнину вассальную присягу. Как сообщает Анна Комнина, Боэмунд требовал в обмен на присягу титул доместика Востока, то есть непосредственного представителя Византийской империи в крестоносном войске, однако не получил его, удовольствовавшись щедрыми дарами. Боэмунд оставался в Константинополе до самого 1097 года и не принимал личного участия в осаде Никеи, следя за снабжением крестоносцев продовольствием.

#### Осада Антиохии

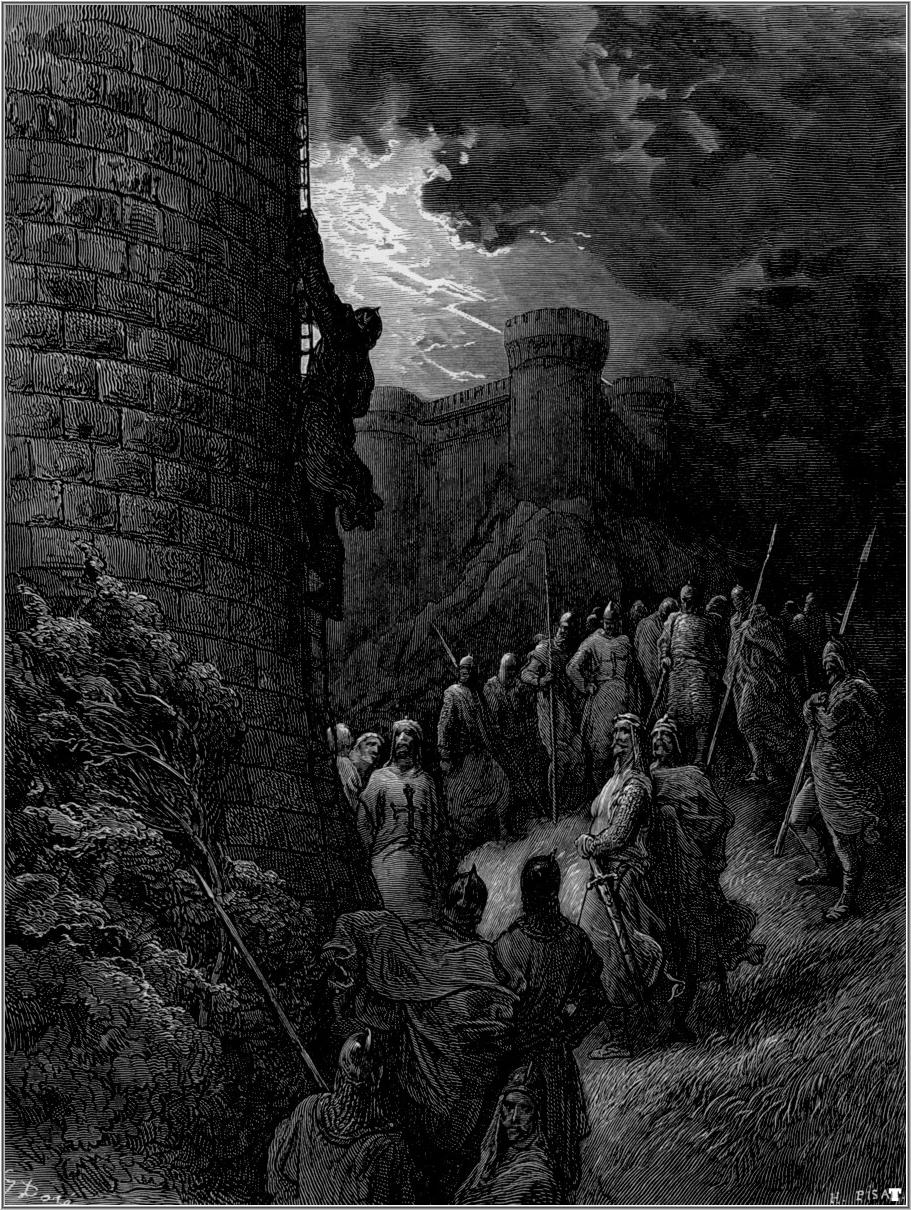
Боэмунд взбирается на стену Антиохии (гравюра Гюстава Доре)

Боэмунд вернулся в армию крестоносцев вскоре после взятия Никеи (в его отсутствие норманнами командовал Танкред Тарентский). Он возглавил авангард войска и двинулся через Анатолию на юго-восток. 1 июля 1097 года солдаты Боэмунда были атакованы сельджуками близ Дорилеи. В начавшемся сражении крестоносцы победили, во многом благодаря личной отваге Боэмунда. Воодушевлённый первыми успехами, норманнский полководец пустился преследовать отступающего Гази ибн Данышменда, однако так и не смог догнать его.
В конце 1097 года крестоносцы достигли Антиохии. Боэмунд принимал наиболее активное участие в осаде города и следил за тем, чтобы в рядах войска поддерживался высокий боевой дух. Чтобы предотвратить атаки с тыла, он напал на расположенную к востоку от города крепость Харим, хитростью выманил её гарнизон в поле и разбил его в сражении; захваченных в плен мусульман он приказал обезглавить перед воротами Антиохии, чтобы деморализовать обороняющихся.
Вскоре среди крестоносцев возникла опасность голода, и Боэмунд возглавил экспедицию против окрестных мусульманских земель. 31 декабря 1097 года он разгромил спешившее на помощь осаждённой Антиохии союзное войско тюркского атабека из Буридов Тугтегина, правителя Дамаска Дукак Мелика и арабского амира Хомса. Несмотря на то, что норманнская армия одержала убедительную победу и предотвратила снятие блокады с города, крестоносцам так и не удалось добыть достаточное количество провианта, и Боэмунд вернулся в лагерь с пустыми руками.
В январе 1098 года, когда европейские воины были практически полностью деморализованы и уже готовились отказаться от продолжения осады, Боэмунд внезапно предъявил свои права на Антиохию. Он заявил, что если не получит город, то вернётся в Италию вместе со всем своим войском. В обмен он обещал предоставить другим предводителям похода подкрепление во время их похода на Иерусалим. В сложившейся ситуации уход норманнской армии из-под стен Антиохии представлялся крестоносцам катастрофическим, и остальные полководцы безоговорочно признали права Боэмунда. Единственным, кого это решение возмутило, был Раймунд Тулузский, претендовавший на те же земли от имени Папы. Помимо Раймунда, помехой для предводителя норманнов был законный представитель византийского императора, полководец Татикий. Чтобы не допустить передачи Антиохии в руки византийцев, Боэмунд решил обмануть Татикия и убедил его в том, что остальные вожди похода планируют его убийство. Испуганный Татикий тепло поблагодарил своего «спасителя» и поспешил покинуть лагерь, после чего Боэмунд выставил его перед крестоносцами трусом и предателем, сбежавшим из-под Антиохии из малодушия.
Некоторое время спустя Боэмунд отразил нападение Мелика Рыдвана, тюркского правителя Алеппо, наголову разгромив его в сражении у Железного моста, и заручился поддержкой фатимидского халифа Каира, искавшего союзников против Сельджуков. Норманн даже сделал халифу «подарок» в виде трёхсот голов, отрубленных у погибших защитников Антиохии. Он успешно отразил несколько вылазок из города, и мусульмане совершенно пали духом. К тому же Боэмунду удалось подкупить некоего армянина-оружейника (по другим сведениям — командира стражи), благодаря чему в ночь со 2 на 3 июня он захватил одну из городских башен. Вслед за тем начался штурм Антиохии, завершившийся её взятием и жестокой резнёй.
Вскоре Антиохия, занятая крестоносцами, оказалась осаждена уже мусульманской армией. Византийское войско, спешившее на помощь европейцам, повернуло назад из-за ложных вестей о падении города; это было весьма на руку Боэмунду, поскольку тем самым император Алексей, по сути, отказывался от претензий на Антиохию. Чтобы вынудить павших духом солдат сражаться за цитадель, норманнский военачальник приказал поджечь несколько кварталов, в результате чего «церкви и дома числом до двух тысяч сгорели» (историк Томас Эсбридж объяснил эту странную диверсию иначе — по его мнению, Боэмунд решился на такой шаг, чтобы помешать войскам своего конкурента Раймунда Тулузского занять часть города). Он также сурово пресекал попытки дезертирства, удерживая крестоносцев за городскими стенами. Однако всех этих усилий было недостаточно — чтобы снять с Антиохии блокаду, христиане должны были предпринять вылазку и разбить врага в поле.
Единолично разработав план сражения, 29 июня 1098 года Боэмунд возглавил крестоносцев и дал сарацинам бой у стен города. Благодаря его тактическому таланту мусульмане оказались разгромлены наголову. В результате удалось не только снять осаду, но и добиться капитуляции вражеского гарнизона, почти месяц успешно оборонявшего антиохийскую цитадель. Город перешёл к Боэмунду; тот великодушно предложил солдатам гарнизона присоединиться к его армии при условии их обращения в христианство, а тех, кто пожелал уйти, отпустил с миром.

### Правление в Антиохии

#### Основание княжества
В первые месяцы после захвата Антиохии право Боэмунда на город оспаривал Раймунд Тулузский, и отношения между двумя вождями похода накалились настолько, что они начали готовиться к междоусобной войне. 5 ноября 1098 года предводители крестоносцев собрались на совет, где после долгих споров пришли к согласию. Раймунд признал Боэмунда сеньором Антиохии, но потребовал, чтобы тот непременно принял участие в походе на Иерусалим. По словам историка Пьера Виймара, со стороны Раймунда это могло быть хитростью, поскольку Боэмунд хотел остаться в Антиохии и задержать там войска крестоносцев, чтобы защищать город от возможных атак вернувшегося неприятеля.
Вместе с остальными крестоносцами норманнский князь двинулся на юг, к небольшому городку Мааррат-эн-Нууман. Христиане взяли город в кольцо, но встретили столь отчаянное сопротивление, что решили снять осаду. Все предводители европейцев, кроме Боэмунда и Раймунда Тулузского, продолжили путь. Перед решающим штурмом Боэмунд отправил к горожанам посла с предложением: он советовал знатным жителям Мааррата укрыться со всем имуществом во дворце, обещая им жизнь. Те последовали его совету. 11 декабря состоялся штурм, в результате которого город был разграблен, а жителей, которых норманнский военачальник поклялся пощадить, предали пыткам, чтобы выведать, где они спрятали ценности, после чего перебили. Как указывает Пьер Виймар, именно эта кровавая резня окончательно ожесточила мусульманское население, до того не принимавшее Крестовый поход всерьёз — по сути, поступок Боэмунда спровоцировал первые призывы к джихаду и вызвал ответную волну ненависти со стороны местных жителей.
После взятия Мааррата среди вождей похода вновь начались споры о разделе добычи, в которых Боэмунд наотрез отказывался уступить Раймунду Тулузскому. Норманн желал присоединить город к своим владениям, тогда как провансальский граф намеревался передать его одному из своих епископов. В конце концов простые крестоносцы, возмущённые алчностью своих предводителей, разрушили город до основания, и большая часть армии двинулась на Иерусалим. Норманнское войско, однако, повернуло обратно на север — Боэмунд боялся оставлять свои новые владения без надлежащей охраны. Вернувшись в Антиохию, он изгнал оттуда провансальский гарнизон, а затем предпринял попытку взять важный торговый порт Латакию, воспользовавшись помощью пизанцев. Латакия тогда находилась под властью Византии, и нападение на неё свидетельствовало о том, что норманнский князь окончательно отказался от установления добрососедских отношений с империей. Ему удалось занять город, однако он был вынужден уступить его Раймунду Тулузскому. Из-за того, что Боэмунд так и не принял участия в завоевании Иерусалима, ему не удалось повлиять на выборы первого латинского патриарха Иерусалимского королевства, которым стал его противник Арнульф де Роол.
В декабре 1099 года Боэмунд (к тому времени наиболее влиятельный из всех предводителей крестоносцев) прибыл в Иерусалим в сопровождении крупной армии, где способствовал избранию своего ставленника Даимберта Пизанского патриархом. Таким образом, поступки Боэмунда едва не поставили под угрозу само существование Иерусалимского королевства как независимого государства, поскольку он всячески поддерживал амбициозных церковников, желавших сделать Иерусалим частью вотчины Святого Петра.

#### Пленение и освобождение
Затем Боэмунд в сопровождении Балдуина Булонского отправился в поход против мусульманских правителей Северной Сирии и одержал убедительную победу над сарацинами близ Келлы. Его отряды дошли почти до самого Алеппо, разоряя окрестные земли, и атаковали находившийся под контролем византийцев город Мараш. Во время его осады Боэмунд получил просьбу о помощи от христиан Мелитены, атакованных войском эмира Каппадокии Гази ибн Данышменда. Поскольку у правителя Антиохии с князем Мелитены был заключён союзный договор, Боэмунд немедленно отправился на подмогу осаждённым с пятитысячной армией. Однако по пути к Мелитене его войско попало в засаду и потерпело сокрушительное поражение, а сам он был взят в плен. Его, закованного в цепи, перевезли в Неокесарию и бросили в темницу в ожидании выкупа. Регентом Антиохии в отсутствие Боэмунда стал его племянник Танкред. Когда о пленении князя узнали на Западе, ломбардцы под предводительством архиепископа Миланского организовали так называемый арьергардный крестовый поход с целью вызволить Боэмунда из заточения. Это отважное, но плохо продуманное предприятие завершилось неудачей — христианская армия была наголову разбита в июле 1101 года, не успев продвинуться дальше Малой Азии.
Весть о взятии в плен самого грозного из предводителей крестоносцев привела в восторг Алексея Комнина, который решил, что в отсутствие своего старого врага сможет легко подчинить Антиохию. Византийцы даже начали переговоры с Данышмендом, убеждая его передать пленника в их руки, но эмир потребовал за Боэмунда огромный выкуп — 260 тысяч динаров. На половину этой суммы немедленно заявил права султан Иконьи, более прочих пострадавший от действий норманнского князя. Видя, что среди его врагов возникли раздоры, Боэмунд подкупил нескольких стражников и через них передал эмиру просьбу о встрече. Убедив Данышменда в том, что византийцы — их общие недруги, Боэмунд уговорил его снизить выкуп наполовину и разрешить христианам внести его.

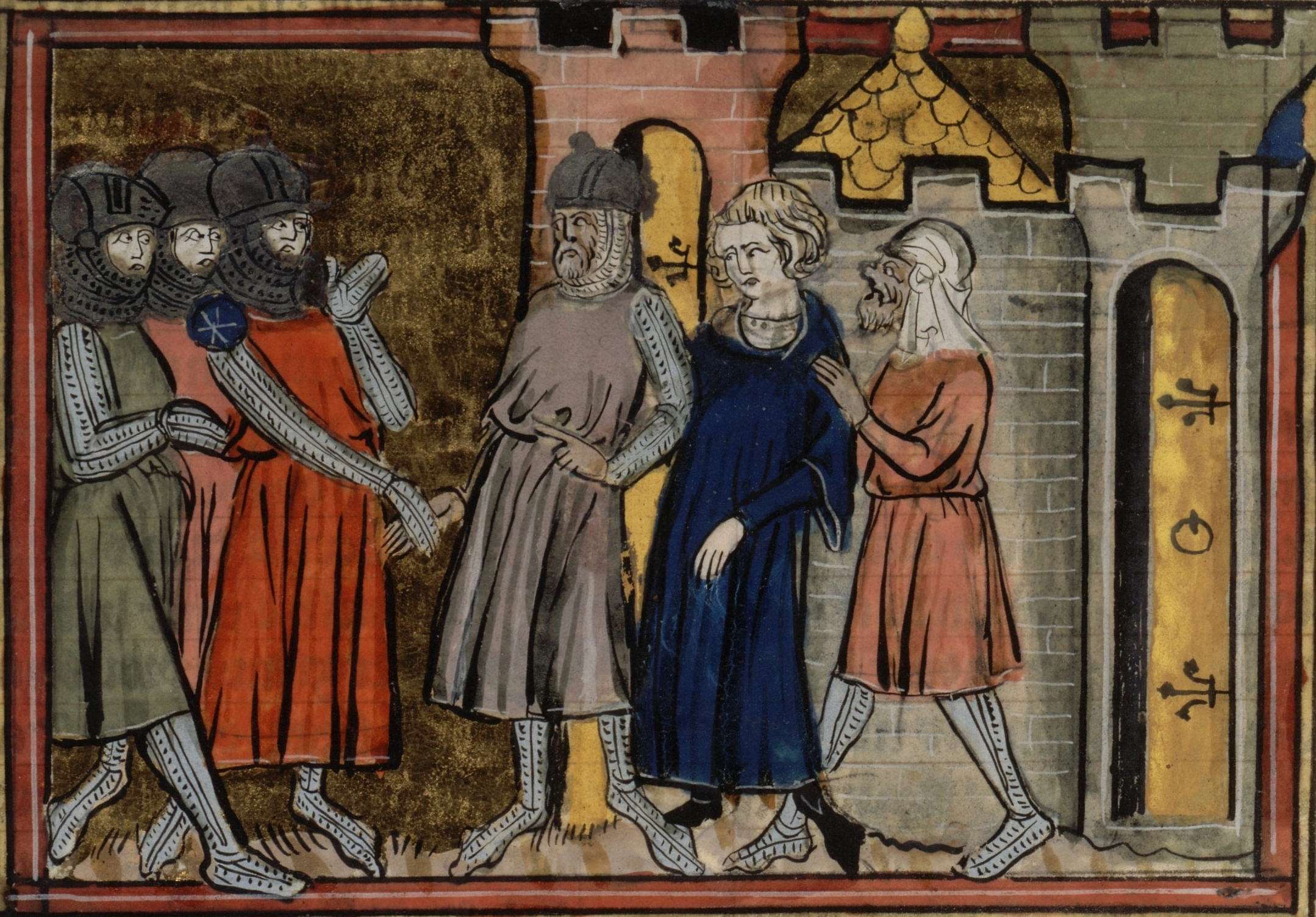
Освобождение Боэмунда I из плена. Миниатюра из рукописи «Романа о Готфриде Бульонском», 1337 год

В мае 1103 года Боэмунд был выкуплен за 130 тысяч динаров и усыновлён армянским князем Василом Гохом (это усыновление являлось, по сути, формой заключения политического союза). Средневековый хронист Матфей Эдесский сообщал по этому поводу: «Боэмунд приехал в Антиохию после того, как стал через освящение клятв торжественных приёмным сыном Васила Гоха». Мусульманские историки позднее признавали, что освобождение норманнского военачальника из плена свело на нет все победы, одержанные до этого сарацинами. Более того, всего через четыре месяца после выкупа Боэмунда отношения между турецкими правителями, прежде объединявшимися против него, окончательно испортились, и они начали междоусобную войну; таким образом, князь Антиохии ухитрился выйти из этой ситуации победителем.
Казна княжества была опустошена, поэтому Боэмунду требовалось как можно быстрее провести успешную военную кампанию, чтобы восстановить пошатнувшуюся экономику и рассчитаться с долгами. Это вполне согласовывалось с планами его старого союзника Балдуина Иерусалимского, который вознамерился воспользоваться распрями среди мусульман и расширить свои владения, и весной 1104 года норманнская армия присоединилась к союзному войску крестоносцев в Эдессе. Однако споры между военачальниками о том, кому из них должны достаться ещё не завоёванные земли, сыграли с ними злую шутку — пока европейцы препирались, тюркские правители, напротив, заключили союз и выступили против них. Не ожидавшие серьёзного отпора христиане потерпели сокрушительное поражение при Харране, и Боэмунду вместе с Танкредом пришлось спастись бегством. Согласно Ибн аль-Асиру, разгром христиан был настолько полным, что из всего норманнского войска, кроме главнокомандующих, спаслись только шесть рыцарей. Князь Антиохии, однако, и из этой ситуации смог извлечь выгоду, присоединив к своим владениям часть земель взятого в плен тюрками Жослена де Куртенэ.

#### Война с Византией и последние годы жизни
Боэмунд сразу же возобновил набеги на окрестности Алеппо, однако успех ему не сопутствовал — он потерял несколько стратегически важных приграничных крепостей, к тому же мусульмане (и даже восточные христиане), проживавшие на покорённых им землях, неоднократно поднимали против его власти восстания, призывая на помощь турок и византийцев. Ему пришлось жестоко подавить восстание армян Эльбистана, причём в боях за эту крепость его войска понесли существенные потери. В заключение всех его бедствий византийская армия под командованием Монастра вторглась в пределы Антиохийского княжества. За короткий промежуток времени Боэмунд потерял Тарс, Адану, Мамистру и практически всю территорию Киликии, ранее захваченной Танкредом, а Латакия была осаждена византийцами и могла пасть в любой момент. Норманнскому князю удалось прорвать блокаду Латакии и помочь гарнизону провизией, однако положение его государства было столь тяжёлым, что единственным разумным решением представлялось возвращение в Европу за подмогой. Боэмунд надеялся, что сумеет убедить правителей Запада в необходимости похода на Константинополь. Поручив правление Танкреду, он в ноябре 1104 года отплыл в Италию. Как утверждает Анна Комнина, он даже притворился мёртвым и велел уложить себя в гроб, чтобы безопасно миновать византийский флот.

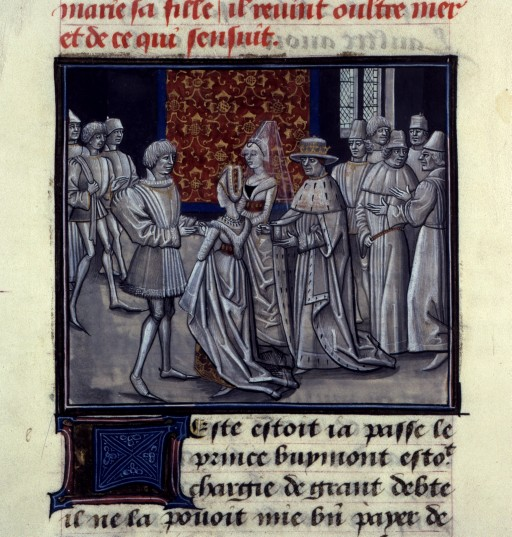
Свадьба Боэмунда I и Констанции Французской. Миниатюра из рукописи «Истории» Гильома Тирского, XV век

В Европе норманнский князь развернул активную антивизантийскую пропаганду, утверждая, что уничтожение империи необходимо для выживания государств, основанных крестоносцами. Его призывам вняли многие, поскольку к тому времени у западных христиан сложилось крайне неприязненное отношение к Алексею Комнину. Боэмунду удалось заручиться поддержкой французского короля Филиппа, который в 1106 году выдал за него замуж свою дочь Констанцию. Пополнив казну и собрав новое войско, Боэмунд с благословения Папы высадился на балканском побережье и осадил Диррахий. Численность его армии составляла около 3,5 тыс. человек, среди которых были рыцари из Франции и Англии. Некоторые исследователи склонны полагать, что атака на Византию позиционировалась Боэмундом как новый крестовый поход; этот вопрос остаётся дискуссионным, поскольку есть как подтверждения, так и опровержения этой точки зрения. В любом случае он сумел убедить Папу Пасхалия II в богоугодности своего похода против империи — это подтверждается хотя бы тем, что его армию сопровождал папский легат.
Ты знаешь, сколько раз я был обманут, доверившись твоим клятвам и речам. Если бы священной евангельской заповедью не предписывалось христианам прощать друг другу обиды, я бы не открыл свой слух для твоих речей. Однако лучше быть обманутым, нежели нанести оскорбление богу и преступить священные заповеди. Вот почему я не отклоняю твоей просьбы. Итак, если ты действительно желаешь мира и питаешь отвращение к глупому и бессмысленному делу, за которое принялся, и не хочешь больше радоваться виду христианской крови, пролитой не ради твоей родины, не ради самих христиан, а лишь ради твоей прихоти, то приходи ко мне вместе с теми, кого пожелаешь взять с собой, ведь расстояние между нами невелико. Совпадут наши желания или не совпадут, достигнем мы соглашения или нет, в любом случае ты вернешься, как говорится, в целости и сохранности в свой лагерь
Боэмунд одержал несколько незначительных побед, захватив ряд небольших городков в окрестностях Диррахия, но существенных успехов не добился. Из-за проблем с доставкой продовольствия в его войске начался голод, а также вспыхнула эпидемия какой-то желудочной болезни. По мнению некоторых историков, это послужило причиной предательства ряда приближённых Боэмунда, которые перешли на сторону Алексея Комнина. Чувствуя, что кампания обречена на провал, норманнский князь пошёл на переговоры с византийцами. В 1108 году он со своей стороны и племянник императора Алексея, тоже Алексей, с другой заключили мир на невыгодных для норманна условиях: он не только признавал себя вассалом императора, но и обязался вернуть ему все захваченные у Византии земли, а также силой призвать к порядку Танкреда в случае, если тот продолжит войну с империей. По условиям договора в Дураццо князь Антиохии лишался всей Киликии, а также Латакии, но в то же время получал графство Эдесское «со всеми крепостями и всеми территориями, которые ему подчиняются». Вдобавок ко всему латинский патриарх в Антиохии должен был уступить место греческому, но это требование так никогда и не было исполнено.
Поражение при Дураццо вкупе с унизительным миром совершенно сломило Боэмунда. Его войско рассеялось, одни солдаты двинулись в Иерусалим (Алексей Комнин поклялся дать им свободный проход по землям империи), другие же отправились обратно в Италию. Обессиленный Боэмунд вернулся в княжество Таранто и более не покидал его пределов до самой смерти, последовавшей 17 марта 1111 года. Тело князя было погребено в мавзолее в городе Каноза-ди-Пулья. Ему наследовал малолетний сын от Констанции Французской, Боэмунд-младший.

## Итоги правления

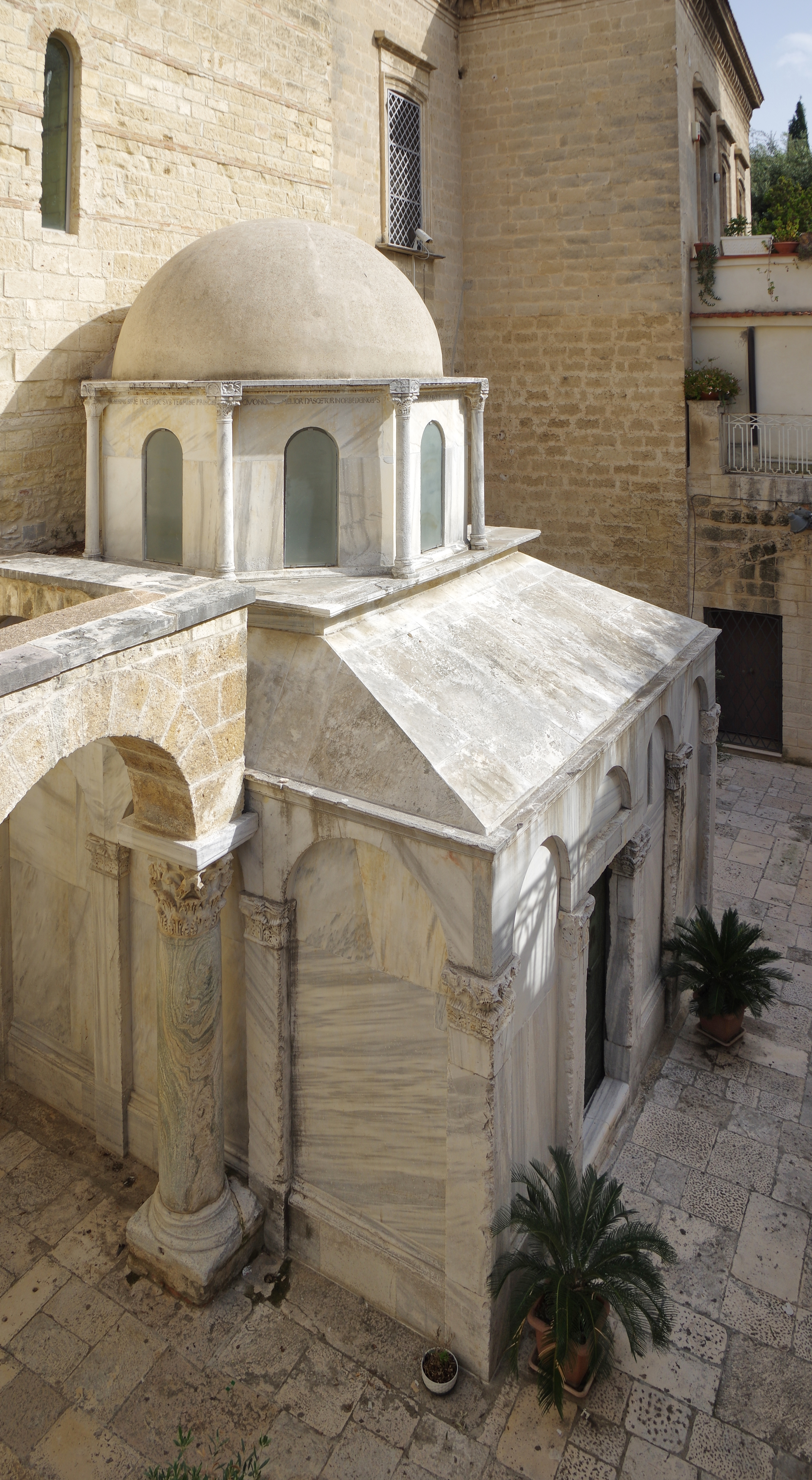
Мавзолей Боэмунда I в городе Каноза-ди-Пулья

Очевидно, что Боэмунду не удалось добиться сколько-нибудь существенных успехов во время правления в Южной Италии — развязанные им Апулийские войны, по сути, закончились ничем. Гораздо более существенный вклад в историю он внёс как один из предводителей Первого Крестового похода, основавший первое католическое государство на Востоке — Антиохийское княжество. По сути, Боэмунд стал первым, кто начал использовать крестовые походы в сугубо политических целях.
Действуя решительно и энергично, Боэмунд существенно расширил свои владения, однако его склонность к репрессиям и запугиванию мирного населения обернулась впоследствии злом для него самого. Кровожадность норманнов, поощряемая князем, вызвала возмущение мусульман и спровоцировала ответную агрессию, впоследствии доставившую правителям государств крестоносцев немало проблем. Отношения с армянскими и сирийскими христианами, поначалу дружественные, к концу правления Боэмунда также испортились настолько, что почти весь север княжества оказался охвачен восстаниями>. Пленение Боэмунда и необходимость собирать за него выкуп нанесли экономике Антиохии тяжёлый удар, а непрерывные войны окончательно её подточили, в результате чего Танкред, приняв регентство, нашёл казну опустевшей. Неосмотрительное поведение Боэмунда привело к тому, что к концу его единоличного правления Антиохия оказалась со всех сторон окружена врагами, а её военная мощь была безнадёжно подорвана — учитывая, что изначально антиохийская армия намного превосходила иерусалимскую, это был колоссальный провал. Исправление ситуации и восстановление княжества пришлось взять на себя Танкреду, в то время как Боэмунд занимался войной с Византией.
Обострением отношений с Византийской империей европейцы также были обязаны князю Тарентскому, чья эффективная пропаганда нашла широкий отклик среди правителей Запада и положила начало долгой вражде, завершившейся взятием Константинополя в 1204 году. Строго говоря, этот конфликт между франками и византийцами не был ни первым, ни последним. Однако противостояние между Антиохией и Византией, начатое Боэмундом, привело к важным последствиям: оно косвенно способствовало заключению союза между империей и мусульманскими правителями, объединившимися против крестоносцев, что в конечном счёте привело к падению католических государств Востока. Агрессивное поведение Боэмунда, однако, частично оправдывается тем, что его конфликт с Византией был неизбежен — поскольку Антиохия некогда входила в состав империи, не оставалось никаких сомнений, что Алексей Комнин рано или поздно пожелал бы вернуть её под свою власть, так что война была лишь вопросом времени.
Князь Антиохии не был чужд вмешательства в политику Иерусалимского королевства. Стремясь нейтрализовать влияние Готфрида Бульонского, одного из своих конкурентов, и получить возможность воздействовать на принятие важных решений, Боэмунд добился усиления церковной партии, возглавлявшейся его протеже Даимбертом Пизанским. Его действия привели к тому, что само существование королевства как независимого государства оказалось поставлено под сомнение.

## Оценки личности и вклада в историю

### Отзывы современников
Сохранилось достаточно много упоминаний о Боэмунде в хрониках и жестах, однако их достоверность под сомнением, поскольку многие авторы этих произведений сами были его сторонниками. Так, в Gesta Francorum безымянный рыцарь из армии Боэмунда порой сознательно преувеличивает его роль в событиях, а иногда и вовсе замалчивает отдельные факты.
Анна Комнина в «Алексиаде» неизбежно оценивает Боэмунда как противника и обвиняет его в разжигании ненависти между крестоносцами и византийцами, однако в то же время даёт ему весьма лестные характеристики, неоднократно упоминая о его отваге и «неукротимом духе». В её описании Боэмунд — «лживый по природе», «находчивый в любых обстоятельствах» и превосходящий всех прочих крестоносцев «подлостью и бесстрашием» военачальник, достойный противник Алексея Комнина. Благодаря «Алексиаде» мы можем составить представление о внешности князя Тарентского:

«Он был такого большого роста, что почти на локоть возвышался над самыми высокими людьми, живот у него был подтянут, бока и плечи широкие, грудь обширная, руки сильные. Его тело не было тощим, но и не имело лишней плоти <…>. У него были могучие руки, твёрдая походка, крепкие шея и спина. <…> Кожа его была молочно-белой <…>. Волосы у него были светлые и не ниспадали, как у других варваров, на спину — его голова не поросла буйно волосами, а была острижена до ушей. Была его борода рыжей или другого цвета, я сказать не могу, ибо бритва прошлась по подбородку Боэмунда лучше любой извести. <…> Его голубые глаза выражали волю и достоинство. <…> В этом муже было что-то приятное, но оно перебивалось общим впечатлением чего-то страшного».— Алексиада
Анонимная «Песнь об Антиохии», написанная на провансальском, изображает Боэмунда следующим образом:

«Боэмон, герцог Апулийский, благородный воин… со времён Роланда и Оливье не было ему равных по оружию. Это он вёл с собой наёмников из язычников. Он благосклонен при встрече и умеет держаться как при штурме, так и при рукопашной схватке, ибо таково его ремесло»

### Мнения историков
Историки по-разному оценивают роль Боэмунда Тарентского в Первом Крестовом походе и его личность в целом.
Так, французский историк Жозеф Мишо в своей книге «История крестовых походов», ставшей одним из первых исследований этой эпохи, явно следует за анонимным автором Gesta Francorum, описывая Боэмунда как «человека ловкого, храброго и честолюбивого», однако в то же время неодобрительно замечает, что им двигали «не духовные, но светские цели». Несмотря на то, что в наше время книга Мишо, опубликованная в начале XIX столетия, не считается достаточно авторитетным источником, такая двойственная оценка личности князя Тарентского стала отчасти традиционной.
Другой писатель XIX века, сэр Фрэнсис Пэлгрейв, в книге «История Нормандии и Англии» приводит следующий отзыв о личности князя Тарентского:

«Редко этот несовершенный мир видел такого хитроумного и тонкого государственного деятеля, как Боэмунд, столь опасного в своих хитростях, поскольку в его выдающемся характере были некоторые по-настоящему хорошие качества. <…> Он был красив лицом, имел могучее телосложение, умел говорить убедительно; его талант к притворству позволял ему обрести в глазах окружающих ещё немало достоинств, кроме тех, коими он и впрямь обладал. Боэмунд был любящим и верным сыном, мужем и отцом; приятным в общении, приветливым и любезным; и в то же время — совершенным эгоистом, одержимым ненасытным честолюбием и почти дьявольской жестокостью, гордым и безбожным. Но при всех этих пороках он был столь обольстительным, что даже у тех, кто знал его как бессердечного лжеца, вызывал восхищение».
Оригинальный текст (англ.)Rarely has this false world known so crafty and subtle a Statesman as Bohemond, the more dangerous in his wiles, because his brilliant character included some real good qualities. Endowed with <...> a beautiful countenance, a commanding stature, a winning tongue, his talents enabled him to assume the specious semblance of many virtues, in addition to those he actually possessed. Bohemond was affectionate and true to father, wife, and children, pleasant, affable, and courteous: yet wrapt up in selfishness, possessed by insatiate ambition and almost diabolical cruelty, proud and faithless but in spite of all these vices so seductive, as to command the admiration even of those who knew him to be a heartless deceiver.

Согласно Пэлгрейву, действия Боэмунда, который, несмотря на ряд тяжёлых поражений, «вел себя гордо, как Александр Великий», были во многом ошибочны, однако его благородный облик, уверенность в себе и природные таланты помогли ему сохранить репутацию героя до последних дней жизни.
Российский историк Ф. И. Успенский в своём труде по истории Крестовых походов особо отмечает чрезвычайные коварство и честолюбие Боэмунда, указывая на тот факт, что с его присоединением к Первому Крестовому походу мотивы крестоносцев изменились — их целью наряду с освобождением Иерусалима стало сведение политических счётов с Византийской империей, личный интерес Боэмунда сделался общей целью. По мнению Успенского, поведение Боэмунда определялось прежде всего его стремлением повторить подвиги своего отца Роберта Гвискара. Историк называет его ответственным за все неудачи и потери крестоносцев на Востоке, обвиняя в предательстве интересов христиан Европы, однако в то же время отдаёт должное талантам норманнского военачальника:

«Боэмунд был гениальным человеком как в военном, так и в политическом отношении: где нужно было напряжение сил для победы над сильнейшим врагом, где нужны были серьёзные соображения и умно составленные планы действий, там крестоносные вожди обращались к уму Боэмунда».
П. В. Безобразов, автор биографии Боэмунда, признаёт, что главной жизненной целью норманнского князя было основание собственного самостоятельного государства, и именно для этого он отправился в Крестовый поход. Историк высоко оценивает военные и политические таланты Боэмунда, полагая, что осуществлению его честолюбивых замыслов помешало лишь пребывание в плену, а вину за поражение в войне с византийцами возлагает на рыцарей из свиты князя, якобы предавших его. Безобразов изображает Боэмунда превосходным дипломатом, мудрым и целеустремлённым правителем, умалчивая о многих его промахах и неоднозначных поступках.
Джон Норвич подчёркивает тот факт, что Боэмунд стал «единственным из всего потомства Роберта [Гвискара], проявившим себя как истинный сын своего отца», и положительно оценивает его энергичность. В то же время историк в целом неодобрительно отзывается о деятельности Боэмунда в Южной Италии, возлагая на него ответственность за опустошительные Апулийские войны и подчёркивая безрезультатность этих конфликтов.
Режин Перну в своей книге «Крестоносцы» характеризует Боэмунда следующим образом:

«Беззастенчивый авантюрист, искатель приключений, хитрый и жестокий одновременно, он, по-видимому, присоединился к походу вовсе не из-за благочестивых побуждений, но, скорее, в силу своего воспитания<…>».
Исследовательница называет князя Тарентского «олицетворением всех пороков крестоносцев», сравнивая его с такой одиозной личностью, как Рено де Шатийон, и оценивает его деятельность исключительно отрицательно.
Более объективного взгляда на личность Боэмунда и его вклад в историю придерживается французский историк Пьер Виймар. Воздерживаясь от эмоциональных комментариев, он признаёт Боэмунда талантливым полководцем, энергичным руководителем и ловким политиком, в то же время сухо констатируя его беспринципность и алчность.
Джей Рубенштейн высказывался: «Боэмунд, вероятно, самый привлекательный персонаж в саге о крестовом походе… Он был тем, кто какое-то время был в шаге от того, чтобы его вспомнили как следующего Александра Македонского, но вместо этого умер в безвестности».

## Образ в искусстве и массовой культуре
Ниже перечислены некоторые произведения, которые посвящены Боэмунду Тарентскому или в которых он, в качестве персонажа, играет важную роль.

### Исторические романы
- «Крестоносцы» (пол. Krzyżowcy, 1935) — роман польской писательницы Софьи Коссак
- «Серебряный леопард» (англ. Silver Leopard, 1955) — роман американского беллетриста Фрэнсиса Ван Викка Мэйсона.
- «Граф Боэмунд» (англ. Count Bohemond, 1964) — роман английского историка и писателя Альфреда Даггена[англ.].

### Фантастические произведения
- «Путь Боэмунда» (англ. The Track of Bohemond, издан в 1979) — рассказ Роберта Говарда в жанре фэнтези.
- «Пилигрим[англ.]», 1983) — историко-фантастический роман американского писателя Расселла Хобана.

### Компьютерные игры
- Боэмунд фигурирует в компьютерной глобально-стратегической игре Crusader Kings (2004), где он представлен внебрачным сыном Роберта Гвискара. Его образ в игре претерпел значительные искажения (в 1066 году, когда начинается игровая кампания, Боэмунд явно не мог активно влиять на события в силу своего юного возраста).
- Сражению Боэмунда с Алексеем Комнином при Диррахии и участию в снятии осады с захваченной крестоносцами Антиохии посвящены миссии в исторической кампании «Династия Готвилей» дополнения Lords of the West к игре Age of Empires II Definitive Edition.

## Брак и дети
Женился на принцессе Констанции, дочери короля Филиппа I Французского, в 1106 году. Имел двух сыновей, один из которых, Боэмунд, унаследовал его титулы.

## Комментарии
1. ↑  При жизни Боэмунд не фигурировал ни в каких документах под титулом «князя Тарентского». Этот титул впервые был употреблён по отношению к нему лишь спустя четыре десятилетия после его смерти, в 1153 году, когда Боэмунд был упомянут как «князь Антиохийский и Тарентский» (лат. Antiocenus et Tarentinus princeps) в дипломатическом кодексе Бари. Тем не менее, в современных исследованиях он обычно называется первым князем Таранто.
2. ↑  Другие источники приводят иные даты смерти Боэмунда: 3 и 7 марта 1111 года.

### На русском
- Боэмунд I // Энциклопедический словарь Брокгауза и Ефрона : в 86 т. (82 т. и 4 доп.). — СПб., 1890—1907.
- Попов И. Н. Боэмунд Тарентский // Православная энциклопедия. — М., 2003. — Т. VI : Бондаренко — Варфоломей Эдесский[англ.]. — С. 118. — 39 000 экз. — ISBN 5-89572-010-2.
- Безобразов П. В. Боэмунд Тарентский // Журнал Министерства народного просвещения. — СПб.: Тип. В. С. Балашева, 1883. — Вып. CCXXVI. — С. 37—119.
- Виймар П. Крестовые походы / Пер. с фр. Д. А. Журавлёвой. — СПб.: АСТ; Евразия, 2006. — 384 с. — (Историческая библиотека). — 5000 экз. — ISBN 5-8071-0192-8.
- Комнина А. Алексиада / Пер. с греч. и коммент. Я. Н. Любарского. — М.: Наука, 1965. — 685 с.
- Мишо Ж.-Ф. История крестовых походов / Пер. с фр. А. Левандовского. — М.: Вече, 2005. — 165 с. — 3000 экз. — ISBN 5-9533-1064-1.
- Норвич Дж. Нормандцы в Сицилии. Второе нормандское завоевание. 1016—1130 / Пер. с англ. Л. А. Игоревского. — М.: Центрполиграф, 2005. — 367 с. — 5000 экз. — ISBN 5-9524-1751-5.
- Перну Р. Крестоносцы / Пер. с фр. А. Ю. Карачинского и Ю. П. Малинина. — СПб.: Вече; Евразия, 2006. — 320 с. — (Terra Historica). — 3000 экз. — ISBN 5-8071-0199-5.
- Рансимен С. Завоевания крестоносцев. Королевство Балдуина I и франкский Восток = A History of the Crusades / Пер. с англ. Т. М. Шуликовой. — М.: ЗАО «Центрполиграф», 2020b. — Т. 2. — 479 с. — (Всемирная история). — 3000 экз. — ISBN 978-5-9524-5456-9.
- Ришар Ж. Латино-Иерусалимское королевство / Пер. с фр. А. Ю. Карачинского; Вступ. ст. С. В. Близнюк. — СПб.: «Издательская группа Евразия», 2002. — 448 с. — 2000 экз. — ISBN 5-8071-0057-3.
- Степаненко В. П. Из истории международных отношений на Ближнем Востоке XII в. Княжество Васила Гоха и Византия // Античная древность и средние века. — Свердловск, 1980. — Вып. 17. — С. 34—44.
- Успенский Ф. И. История крестовых походов. — М.: Даръ, 2005. — 352 с. — (Христианский мир). — 10 000 экз. — ISBN 5-485-00014-2.
- Флори Ж. Боэмунд Антиохийский. Рыцарь удачи / Пер. с фр. И.А. Эгипти. — СПб.: Евразия, 2013. — 336 с. — (Клио). — 3000 экз. — ISBN 978-5-91852-069-7.
- Джонс Дэн. Крестоносцы. Полная история = Dan Jones. Crusaders: The Epic History of the Wars for the Holy Lands. — М.: Альпина нон-фикшн, 2023. — 552 с. — ISBN 978-5-00139-680-2.

### На других языках
- Breve Chronicon Northmannicum (лат.). Storiaonline.org (21 июня 2010). Дата обращения: 7 января 2012. Архивировано 19 февраля 2012 года.
- Asbridge T. S.[англ.]. The creation of the principality of Antioch, 1098—1130. — Woodbridge: Boydell & Brewer Ltd, 2000. — 233 p. — ISBN 0851156614.
- Gabrieli F. Arab historians of the Crusades. — Berkley: University of California Press, 1984. — 362 p. — ISBN 0520052242.
- Madden T. F. The new concise history of the Crusades. — Lanham: Rowman & Littlefield, 2005. — 257 p. — ISBN 0742538222.
- Palgrave F. The History of Normandy and of England: William Rufus. Accession of Henry Beauclerc. — London: J. W. Parker and son, 1864. — 737 p.
- Stephenson P. Byzantium’s Balkan frontier: a political study of the Northern Balkans, 900—1204. — Cambridge: Cambridge University Press, 2000. — 352 p. — ISBN 0521770173.
- Whalen E. God’s Will or Not? Bohemond’s Campaign Against the Byzantine Empire (1105—1108) // Crusades: Medieval Worlds in Conflict / Madden T. F., Naus J. L., Ryan V.. — Farnham : Ashgate Publishing, 2010. — P. 111—125. — 215 p. — ISBN 1409400611.